# Tường thành Jerusalem

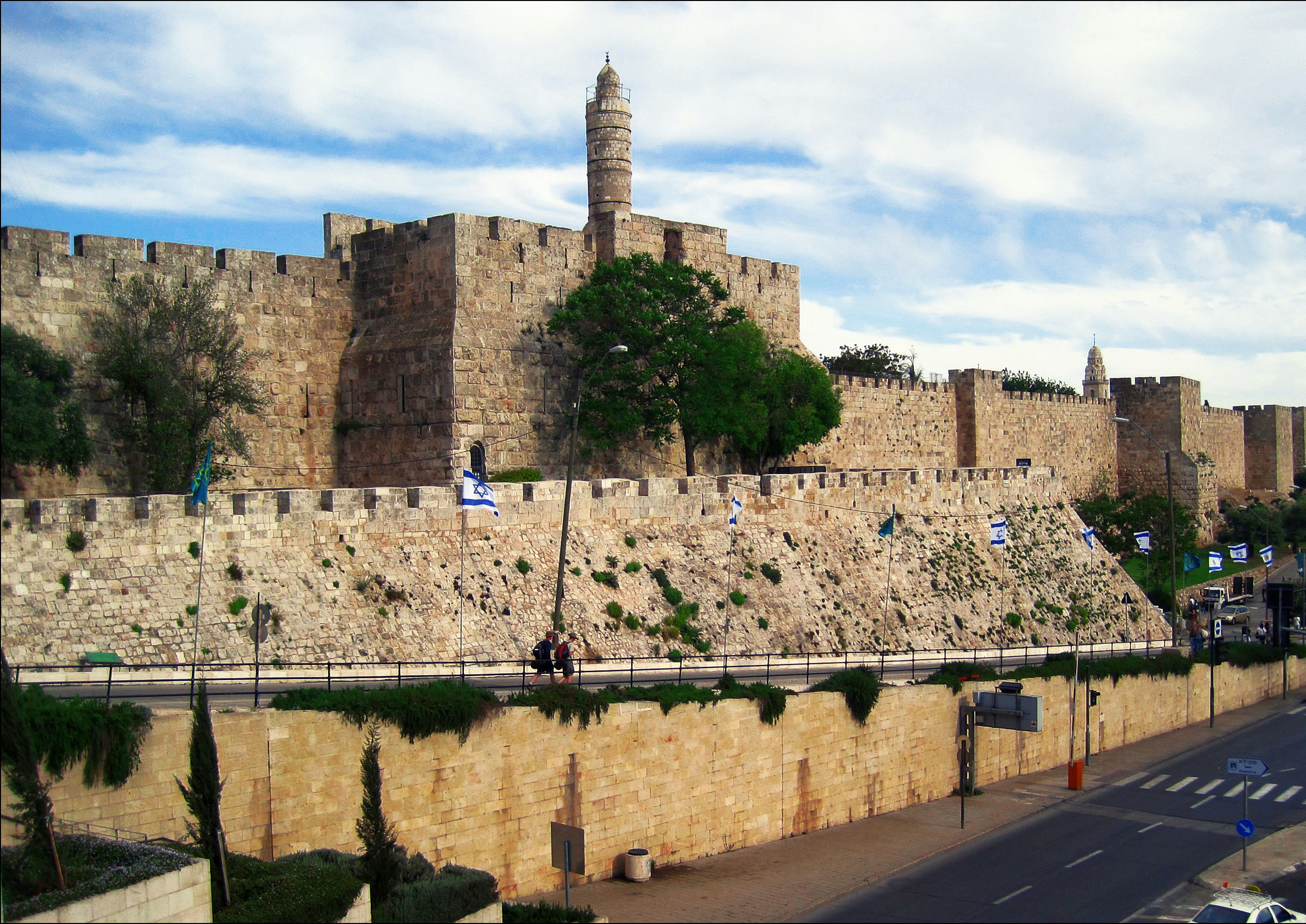
Các bức tường thế kỷ 16 của Jerusalem, với thành Jerusalem

Các tường thành Jerusalem (tiếng Hebrew: חומות ירושלים, tiếng Ả Rập: أسوار القدس) bao quanh Thành phố cổ Jerusalem (khoảng 1 km²). Năm 1535, khi Jerusalem là một phần của Đế chế Ottoman, Sultan Suleiman I đã ra lệnh xây dựng lại những bức tường thành đổ nát. Công việc kéo dài khoảng 4 năm, từ 1537 đến 1541. 
Các bức tường có thể nhìn thấy trên hầu hết bản đồ cũ của Jerusalem trong 1.500 năm qua.
Chiều dài của các bức tường là 4.018 mét, chiều cao trung bình của chúng là 12 mét và độ dày trung bình là 2,5 mét. Các bức tường có 34 tháp canh và bảy cổng chính mở cửa cho xe cộ qua lại, với hai cổng phụ được các nhà khảo cổ học mở lại.
Năm 1981, các bức tường thành Jerusalem, cùng với Thành phố cổ Jerusalem, đã được thêm vào danh sách di sản thế giới UNESCO.